# Чимэдбазарын Дамдиншарав
Чимэдбазарын Дамдиншарав (монг. Чимэдбазарын Дамдиншарав; 21 января 1945 Гучин-Ус, Уверхангай, Монголия) — монгольский борец вольного стиля, бронзовый призёр Олимпийских игр. Первый монгольский спортсмен, завоевавший олимпийскую награду. Народный учитель Монголии. До настоящего времени в официальном отчёте Олимпийских игр 1968 года и в ряде других документов фигурирует как Суренжав Сухбаатар; это объясняется тем, что на играх Чимэдбазарын Дамдиншарав выступал вместо заявленного изначально С. Сухбаатара.
Родной брат Чимэдбазарына Насантогтоха, Героя труда Монголии, Народного учителя, заслуженного тренера Монголии, главного тренера сборной Монголии по дзюдо на пяти олимпийских играх (1992—2008).

## Биография
Родился в 1945 году в семье священнослужителя.
В 1964 году на Олимпийских играх выступал в соревнованиях по вольной борьбе в наилегчайшем весе, и проиграв две встречи из трёх, из турнира выбыл.
См. таблицу турнира.
В 1966 году был четвёртым на чемпионате мира.
Незадолго до Олимпийских игр 1968 года ему было предложено сбросить вес, и ещё раз попробовать себя в наилегчайшем весе, вместо заявленного Суренжава Сухбатара. В течение 14 дней Чимэдбазарын Дамдиншарав сидел на жёсткой диете, но сумел попасть в категорию.
На Олимпийских играх 1968 года выступал в соревнованиях по вольной борьбе в наилегчайшем весе. До третьего круга находился в числе лидирующих, но в схватке с Винченцо Грасси ошибся, провёл запрещённый захват за пальцы и был дисквалифицирован на встречу, получив 4 штрафных балла. Но несмотря на это, сумел добраться до финала, где обе встречи проиграл и завоевал бронзовую медаль.
См. таблицу турнира.
На Олимпийских играх 1972 года выступал в соревнованиях по вольной борьбе в легчайшем весе, и победив в одной, проиграв в одной и сведя вничью одну встречу, из турнира выбыл.
См. таблицу турнира.
После окончания спортивной карьеры — на тренерской работе. Был тренером сборной Монголии по борьбе на Олимпийских играх 1980, 2000, 2004 годов.
На призы Чимэдбазарына Дамдиншарава проводится юношеский турнир в Уверхангае.